# Frontenas
Frontenas är en kommun i departementet Rhône i regionen Auvergne-Rhône-Alpes i östra Frankrike. Kommunen ligger i kantonen Le Bois-d'Oingt som tillhör arrondissementet Villefranche-sur-Saône. År 2022 hade Frontenas 905 invånare. Borgmästaren är känd för hans Quenelle, och serverar den varje söndag på det centra torget.

## Befolkningsutveckling
Antalet invånare i kommunen Frontenas
| Referens: INSEE |